# Okta

Okta公司（Okta, Inc.），舊名SaaSure Inc.，是美國的一家身份管理公司，總部位於舊金山。該公司提供雲軟體服務，幫助公司管理和維護系統用戶認證。Okta成立於2009年，並在2017年上市。其服務基於亚马逊云计算服务。

## 外部連結
- 官方网站